# Winnweiler
Winnweiler település Németországban, Rajna-vidék-Pfalz tartományban. Lakosainak száma 4944 fő (2023. december 31.).

## Népesség
A település népességének változása:
| Lakosok száma | 4748 | 4805 | 4921 | 5001 | 4944 |
|               | 2017 | 2019 | 2021 | 2022 | 2023 |